# Konwój PQ-1
Konwój PQ-1 – drugi konwój arktyczny podczas II wojny światowej, za pomocą których alianci dostarczali surowce i uzbrojenie do ZSRR, które było niezbędne do prowadzenia dalszej walki przeciwko III Rzeszy. Konwój został wysłany z Hvalfjörður na Islandii 29 września 1941 i dopłynął do Archangielska 11 października 1941 roku.

## Okręty
Konwój składał się z 11 statków transportowych załadowanych surowcami oraz 20 czołgami i 193 samolotami Hawker Hurricane. Konwój był osłaniany przez krążownik HMS "Suffolk", niszczyciele HMS "Antelope" i HMS „Anthony” oraz cztery trałowce HMS "Britomart", "Gossamer", "Leda" i "Hussar". Wszystkie jednostki dopłynęły do celu bez strat.